# Ostoje (Mazovie)
Pour les articles homonymes, voir Ostoje.
Ostoje (prononciation : [ɔsˈtɔjɛ]) est un village polonais de la gmina de Mordy dans le powiat de Siedlce de la voïvodie de Mazovie dans le centre-est de la Pologne.

## Histoire
De 1975 à 1998, le village appartenait administrativement à la voïvodie de Siedlce.

Depuis 1999, il appartient administrativement à la voïvodie de Mazovie